# Rik Fox

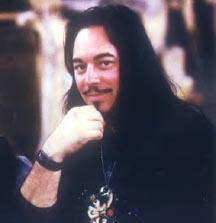
Rik Fox.

Richard Suligowski, känd som Rik Fox, född 28 december 1955 i Amityville, är en amerikansk metalbasist. Han är känd som en av originalmedlemmarna i W.A.S.P. 1983–1984 var han medlem i Steeler.